# A Tragedy of the Sawmills
A Tragedy of the Sawmills è un cortometraggio muto del 1906 diretto e interpretato da Lewin Fitzhamon.
Si conoscono pochi dati del film che, prodotto dalla Hepworth, fu distrutto nel 1924 dallo stesso produttore, Cecil M. Hepworth. Fallito, in gravissime difficoltà finanziarie, il produttore pensò in questo modo di poter almeno recuperare il nitrato d'argento della pellicola.

## Trama
Una ragazza libera un caposquadra. Lui giunge giusto in tempo per salvare la fidanzata dall'aggressione del lussurioso proprietario del mulino.

## Produzione
Il film fu prodotto dalla Hepworth.

## Distribuzione
Distribuito dalla Hepworth, il film - un cortometraggio di 162 metri - uscì nelle sale cinematografiche britanniche nel febbraio 1906.